# Luca Cardelli
Luca Andrea Cardelli FRS es un científico de la computación italiano, actualmente Director Asociado de Microsoft Research en Cambridge, Reino Unido. Cardelli es conocido por sus investigaciones en la teoría de tipos y la semántica operacional. Entre otras contribuciones, ayudó a diseñar Modula-3, implementó el primer compilador para el lenguaje de programación funcional (no puro) ML, y definió el concepto de programación dirigida por tipos. Ayudó a desarrollar el lenguaje de programación experimental Polyphonic C#.

## Educación
Nació en Montecatini Terme, Italia. Estudió en la Universidad de Pisa antes de recibir su PhD de la Universidad de Edimburgo en 1982. Antes de unirse a Microsoft Research en 1997, trabajó para los Laboratorios Bell y Digital Equipment Corporation, y realizó contribuciones al software de Unix, incluyendo vismon.

## Premios
En 2004 fue convocado como Fellow de la Association for Computing Machinery. Es un Fellow de la Royal Society. En 2007, Cardelli recibió el premio Senior AITO Ole-Johan Dahl y Kristen Nygaard.